# Teatro Fort Antoine
Il Teatro Fort Antoine è un teatro della città di Monaco, nel Principato di Monaco. Dispone di una vasta area esterna per spettacoli nei mesi estivi.

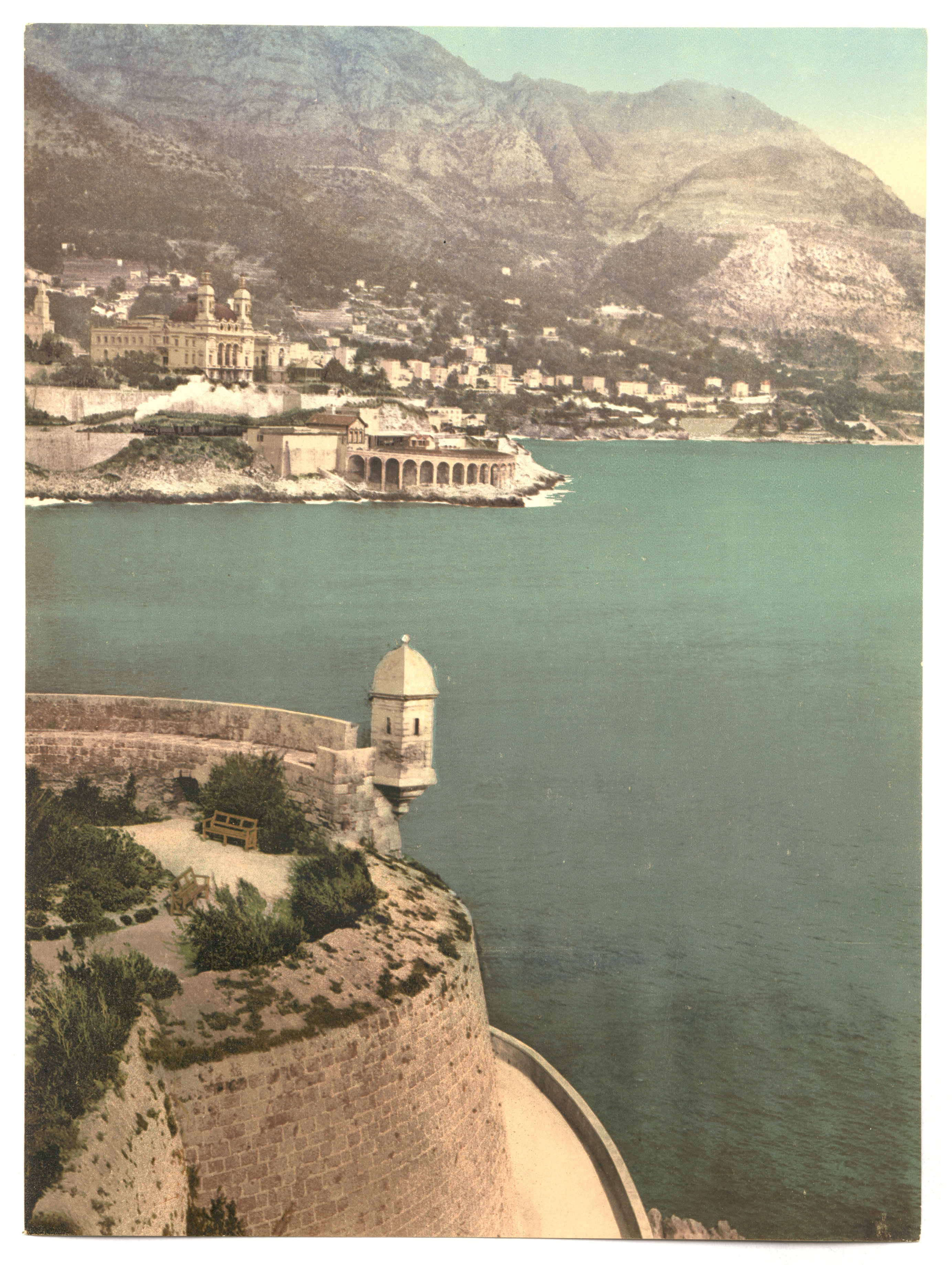
Fort Antoine e Monte Carlo in un'immagine di fine Ottocento

Anticamente, al posto del teatro, sorgeva Fort Antoine, una fortificazione militare fatta costruire all'inizio del XVIII secolo dal principe Antonio I di Monaco per salvaguardare il porto di Monaco e che venne distrutta nel 1944. Il principe Ranieri III fece ricostruire la fortezza ma non più come mezzo difensivo, bensì come teatro, nel 1953. Il parapetto del forte è dotato di un siepi di pitosforo che aprono la veduta verso il mare. La natura militare della sua architettura è stata mantenuta con la conservazione della garitta di vedetta ed una piramide di palle di cannone che si trova al centro del teatro.